# Shabab Al-Ahli Dubai FC
Shabab Al-Ahli Club (en árabe: نادي شباب الأهلي‎) es un club de fútbol de la ciudad de Dubái, en los Emiratos Árabes Unidos.
Fundado en 1970, fruto de la fusión de los clubes Al Wehdah, Al Shabab y Al Najah. Su nombre significa 'nacional'. Es uno de los clubes más exitosos y populares de los Emiratos Árabes Unidos. Desde su creación, nunca ha sido relegado de la máxima categoría en su país.

## Historia

### 1973–1980: La edad de oro
Fue uno de los fundadores de la liga árabe del golfo, Ganando las ligas de 1975, 1976 y 1980 además de las copas de 1975 y 1977 lo llevaron a que ganara popularidad en Dubái y en todos los Emiratos Árabes Unidos convirtiéndose en un club denominado grande.  

### 1980–1993: Tocando fondo
Durante la década de los 80 y los inicios de los 90 el club se vio sumido en una serie de malos resultados y de una completa remodelación de su gerencia, llegando a pasar dos décadas y media sin títulos, en este tiempo, la directiva se caracterizó por adquirir pésimas contrataciones que en lugar de cooperar con el club, solo consuiguieron hundir al equipo en una de sus etapas más oscuras, marcadas por pésimos resultados en Liga y la poca o casi nula participación en torneos internacionales, estos factores se fueron agravando cada vez más hasta que en 1993, el club finaliza la temporada en el puesto séptimo, a solo 5 puntos del descenso directo.

### 1993–Actualidad: Resurgimiento
En 1994, un año después de la peor campaña en la historia del club, la directiva del club, dirigida por el brasileño Celso Roth opta por tomar las riendas del equipo y resurgir aquel club glorioso de décadas pasadas. Se invierte en jugadores de talla internacional, en especial futbolistas sudamericanos, para recuperar la gloria perdida, y tanto es así que el club obtiene muy buenos resultados y temporadas exitosas, ocupando los primeros lugares de la tabla, y siendo subcampeón en 2001 y 2004, en 2006 regresa al podio de campeón ganando su cuarto título de liga, para alzarse nuevamente como campeón en 2009, 2014 y 2016, de la mano del experimentado técnico Cosmin Olăroiu.
En julio de 2017 el club se fusiona con el Dubai CSC y el Al Shabab Al Arabi Club y pasa a llamarse Shabab Al-Ahli Dubai FC.

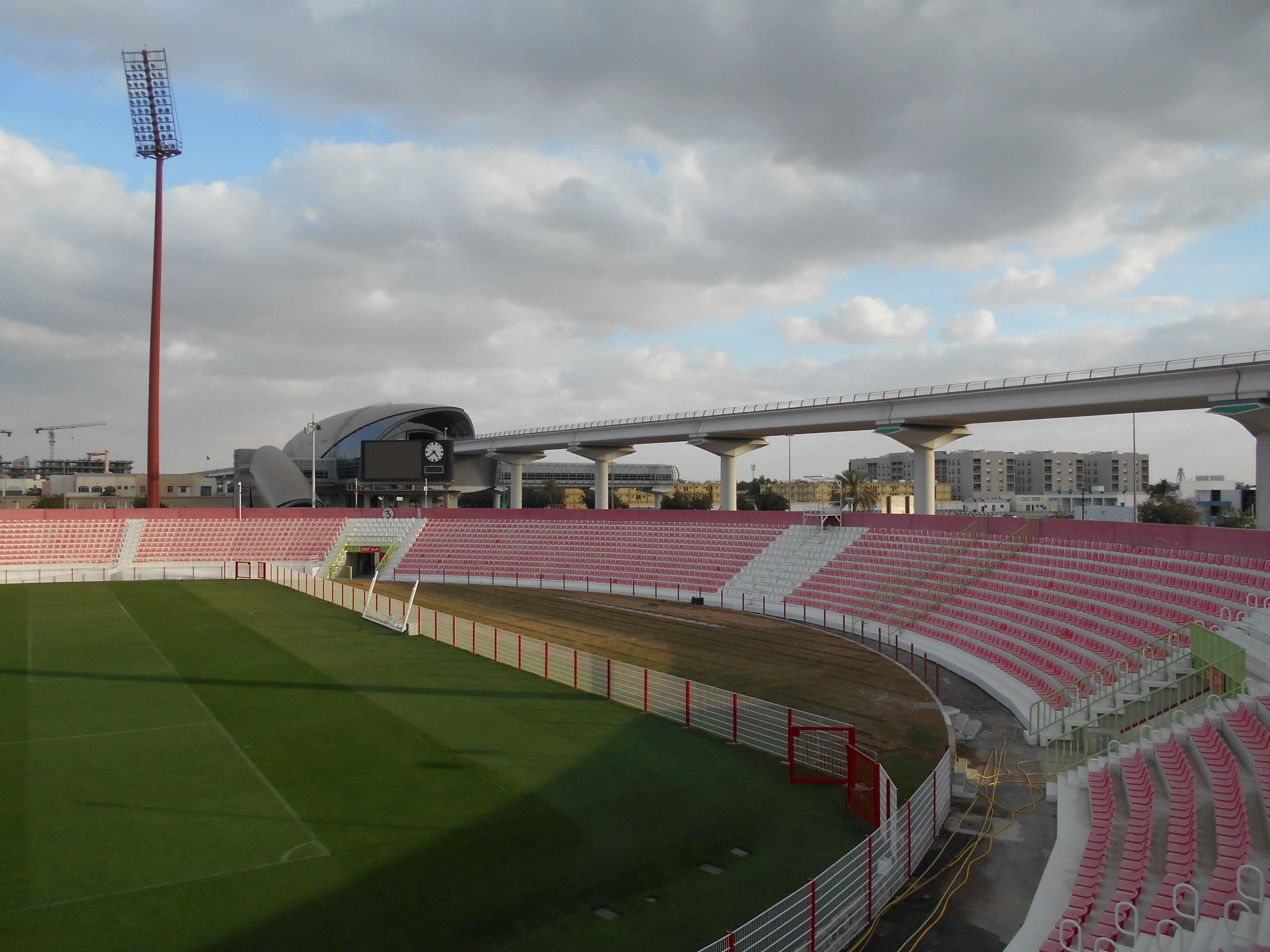
Estadio Rashid, donde juega de local Al-Ahli.

## Estadio

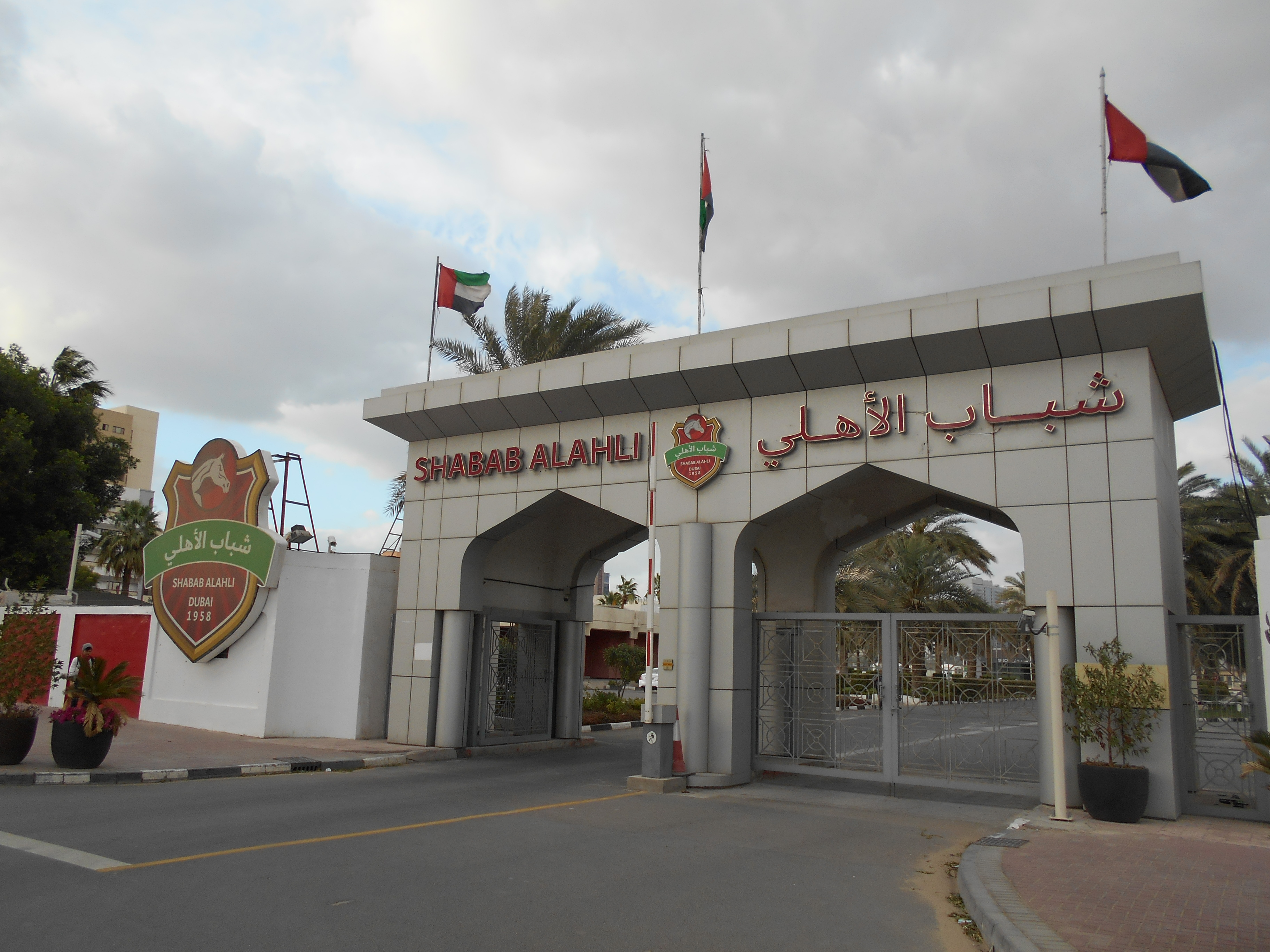
Acceso exterior al estadio Rashid.

## Palmarés

### Torneos nacionales (28)
- Liga de los EAU (9): 1975, 1976, 1980, 2006, 2009, 2014, 2016, 2023, 2025.
- Copa de los EAU (11): 1975, 1977, 1988, 1996, 2002, 2004, 2008, 2013, 2019 2021, 2025.
- Supercopa de los Emiratos Árabes Unidos (7): 2008, 2013, 2014, 2016 2020, 2023 y 2024.
- Etisalat Emirates Cup (5): 2012, 2014, 2017, 2019 y 2021.

### Torneos internacionales
- Subcampeón de la Liga de Campeones de la AFC (1): 2015.
- Subcampeón de la Copa de Campeones del Golfo (1): 2011.